# Kikuzo Kisaka
Kikuzo Kisaka és un exfutbolista japonès.

## Selecció japonesa
Kikuzo Kisaka va disputar 2 partits amb la selecció japonesa.